# セス・グリーン
セス・グリーン（Seth Green、1974年2月8日 - ）は、アメリカ合衆国の俳優、声優、コメディアン、脚本家、プロデューサー。

## 来歴
ペンシルベニア州フィラデルフィア出身。父親は数学教師、母親はアーティスト。
子役として様々なドラマやCMに出演し、12歳の時にウディ・アレンの『ラジオ・デイズ』で主役に抜擢された。
『Xファイル』『ビバリーヒルズ高校白書』『バフィー 〜恋する十字架〜』などのテレビシリーズへの出演もある。
『パーティー★モンスター』では、プロモーションの為にマコーレー・カルキンと共に来日している。
WWEのファンであり、2009年7月13日のRAWでは番組のホストを務め、試合も行なった。
2023年製作の『Hanky Panky』(リンジー・ホーン、ニック・ロス共同監督、ニック・ロス脚本)でハリー・ザ・ハットの声を演じた。

### プライベート
2010年に女優のクレア・グラントと結婚した。

## 主な出演作品

### 映画
| 公開年 | 邦題 原題                                                                  | 役名                           | 備考                     |
| ------ | -------------------------------------------------------------------------- | ------------------------------ | ------------------------ |
| 1984   | 未来テレビ Billions for Boris                                              | ベンジャミン・アンドリュース   |                          |
| 1984   | ホテル・ニューハンプシャー The Hotel New Hampshire                         | エッグ・ベリー                 |                          |
| 1986   | ウィリィ・ミリィ Willy/Milly                                               | マルコム                       |                          |
| 1987   | ラジオ・デイズ Radio Days                                                  | ジョー                         |                          |
| 1987   | キャント・バイ・ミー・ラブ Can't Buy Me Love                               | チャッキー・ミラー             |                          |
| 1988   | 花嫁はエイリアン My Stepmother Is an Alien                                 | フレッド・グラス               |                          |
| 1990   | 今夜はトーク・ハード Pump Up the Volume                                    | ジョーイ                       |                          |
| 1993   | ティックス Ticks                                                           | タイラー・バーンズ             |                          |
| 1993   | エアボーン ティーンエイジ・ヒーローズ Airborne                             | ウィリー                       |                          |
| 1997   | オースティン・パワーズ Austin Powers: International Man of Mystery         | スコット・イーヴル             |                          |
| 1998   | 待ちきれなくて… Can't Hardly Wait                                          | ケニー・フィッシャー           |                          |
| 1998   | エネミー・オブ・アメリカ Enemy of the State                                | セルビー                       |                          |
| 1999   | アイドル・ハンズ Idle Hands                                                | ミック                         |                          |
| 1999   | オースティン・パワーズ:デラックス Austin Powers: The Spy Who Shagged Me    | スコット・イーヴル             |                          |
| 2001   | 白鳥ルイの夢みるトランペット The Trumpet of the Swan                       | ボイド                         | アニメ映画、声の出演     |
| 2001   | プッシーキャッツ Josie and the Pussycats                                   | トラヴィス                     |                          |
| 2001   | アメリカン・スウィートハート America's Sweethearts                         | ダニー・ワックス               |                          |
| 2001   | ラットレース Rat Race                                                      | ドウェイン・コディ             |                          |
| 2002   | ノックアラウンド・ガイズ Knockaround Guys                                  | ジョニー・マーブルズ           |                          |
| 2002   | オースティン・パワーズ ゴールドメンバー Austin Powers in Goldmember        | スコット・イーヴル             |                          |
| 2003   | パーティ★モンスター Party Monster                                          | ジェイムズ・セント・ジェイムズ |                          |
| 2003   | ミニミニ大作戦 The Italian Job                                             | ライル                         |                          |
| 2004   | スクービー・ドゥー2 モンスター パニック Scooby-Doo 2: Monsters Unleashed   | パトリック                     |                          |
| 2004   | トレジャー・ハンターズ Without a Paddle                                    | ダン・モット                   |                          |
| 2005   | Be Cool/ビー・クール Be Cool                                               | ショットガン                   |                          |
| 2009   | オールド・ドッグ Old Dogs                                                  | クレイグ                       |                          |
| 2011   | 少年マイロの火星冒険記3D Mars Needs Moms                                   | マイロ                         | モーションキャプチャー   |
| 2014   | ガーディアンズ・オブ・ギャラクシー Guardians of the Galaxy                 | ハワード・ザ・ダック           | 声の出演、クレジットなし |
| 2023   | ガーディアンズ・オブ・ギャラクシー:VOLUME 3 Guardians of the Galaxy Vol. 3 | ハワード・ザ・ダック           | 声の出演、カメオ出演     |

### テレビシリーズ
| 放映年    | 邦題 原題                                                | 役名                 | 備考                                  |
| --------- | -------------------------------------------------------- | -------------------- | ------------------------------------- |
| 1986      | 世にも不思議なアメージング・ストーリー Amazing Stories   | ランス               | エピソード The Sitter                 |
| 1990      | IT It                                                    | 12歳のリッチー       | ミニシリーズ                          |
| 1992      | 素晴らしき日々 The Wonder Years                          | ジミー               | 2エピソードに出演                     |
| 1993      | ビバリーヒルズ高校白書 'Beverly Hills, 90210'            | ウェイン             | エピソード The Game Is Chicken        |
| 1993      | X-ファイル X File                                        | エミル               | シーズン1第2話『ディープ・スロート』  |
| 1997      | あなたにムチュー Mad About You                           | ボビー               | エピソード Guardianhood               |
| 1997-2000 | バフィー～恋する十字架～ Buffy the Vampire Slayer        | オズ                 | 40エピソードに出演                    |
| 1999      | エンジェル Angel                                         | オズ                 | エピソードIn the Dark                 |
| 1999-2012 | ファミリー・ガイ Family Guy                              |                      | アニメ、194エピソードに声の出演       |
| 2003-2004 | ザット'70sショー That '70s Show                          | ミッチ               | 5エピソードに出演                     |
| 2005      | ウィル&グレイス Will & Grace                             | ランダル             | エピソード Will & Grace               |
| 2005-2012 | ロボット・チキン Robot Chicken                           |                      | アニメ、100エピソードに声の出演       |
| 2006-2008 | アントラージュ★オレたちのハリウッド Entourage            | セス・グリーン       | 3エピソードに出演                     |
| 2007      | グレイズ・アナトミー Grey's Anatomy                      | ニック               | 2エピソードに出演                     |
| 2008      | マイネーム・イズ・アール My Name Is Earl                 | バディ・ザックス     | エピソード The Magic Hour             |
| 2008      | HEROES/ヒーローズ Heroes                                 | サム                 | 2エピソードに出演                     |
| 2017      | クレイジー・エックス・ガールフレンド Crazy Ex-Girlfriend | パトリック           | エピソード Is Josh Free in Two Weeks? |
| 2021-2023 | ホワット・イフ...? What If...?                           | ハワード・ザ・ダック | 声の出演                              |

### テレビアニメ
- バットマン Batman: The Animated Series(1994)
- バットマン・ザ・フューチャー Batman Beyond(1999 - 2000)
- ファミリー・ガイ Family Guy(1999 - )
- ジョニー・ブラボー Johnny Bravo(2004)
- アメリカン・ダッド American Dad!(2005 - )
- Robot Chicken(2005 - )、原作・脚本・演出・プロデューサーも担当。
2008年にアニー賞最優秀脚本賞テレビアニメ部門を、2009年にアニー賞最優秀演出賞テレビアニメ部門を受賞している。
- スター・ウォーズ/クローンウォーズ（テレビシリーズ） Star Wars: The Clone Wars(2009)
- Titan Maximum(2009)、製作総指揮も担当。

### アニメ映画
- 白鳥ルイの夢みるトランペット The Trumpet of the Swan(2001)
- 少年マイロの火星冒険記3D Mars Needs Moms(2011)

### ゲーム
- ファミリー・ガイ Family Guy (2006)
- Mass Effect (2007)
- Mass Effect 2 (2011)
- Mass Effect 3 (2012)